# 图尔大学
图尔大学（法語：Université de Tours），是法国图尔的一所公立综合性大学，建立于1969年，曾用名弗朗索瓦·拉伯雷大学（法語：Université François Rabelais），是中央-卢瓦尔河谷大区规模最大的大学。

## 历史
图尔大学在1971年图尔的几所高等院校的基础上建立。在1961年建立奥尔良-图尔大学去之前，图尔并没有大学学院，只有一个文艺复兴研究中心（隶属于普瓦捷大学文学院）。这个文艺复兴研究中心后来成为了一所文艺复兴高级研究中心和一家医学院。1968年10月，图尔由开设了一所大学技术学院，和一所大学法律经济学院（隶属于奥尔良大学）。2017年12月，学校改为现名图尔大学。

## 院系设置
- 人文艺术学院
- 法律经济社会科学学院
- 文艺复兴高级研究院
- 医学院
- 科学技术学院
- 制药学院
- 文学语言学院
- 图尔大学技术学院
- 布卢瓦大学技术学院
- 图尔大学理工学院